# Полярная звезда (масонская ложа)
Полярная звезда — список масонских лож, первая из которых появилась в Петербурге, в 1906 году, и последняя, основанная в 1994 году Великим востоком Франции, находящаяся с 1997 года под юрисдикцией Великой ложи России.

## Ложа «Полярная звезда» ВВФ
Ложа была основана 15 ноября 1906 года в Санкт-Петербурге Великим востоком Франции, но официально инсталлирована только через полтора года, 9 мая 1908 года на квартире В. А. Маклакова. Также собрания ложи проходили на квартирах А. А. Орлова-Давыдова и Д. О. Бебутова, а также в особняке на Английском бульваре.
Закрыта в 1909 году (по сведениям М. С. Маргулиеса в 1919 «усыновлена» парижской ложей «Дружба народов»). Знак ложи представлял собой круг с надписью: «Полярная С. П. Б. звезда 1908»; в центре которого были изображены девятиконечная звезда, ветви, перекрещенные наугольник и циркуль и сияние. Численность ложи составила за 4 года — 58 масонов.
В мае 1994 года под эгидой Великого востока Франции, в Архангельске, была создана ложа «Полярная звезда». Проработала она не долго в ВВФ, и как и все ложи ВВФ в России была закрыта декретом великого мастера ВВФ в 1996 году.

## Ложа «Полярная звезда» № 6 ВЛР
В конце октября 1997 года, ложа «Полярная звезда» ВВФ, в полном составе перешла в Великую ложу России. В ВЛР проработала до 2006 года, и в том же году была закрыта как неработающая.